# 新祿坊
新禄坊，是越南芹苴市的一個坊，为位于芹苴市东北隅後江上的一座沙洲岛。面积32.68平方公里，2021年有人口逾3万人。在高棉人仍然统治当地的时候，新禄为江中沙洲，在19世纪开始有人定居，岛上人口亦随沙洲扩张而增加，後成立新禄社，属禿衂縣管辖，2008年12月23日，禿衂縣改制为禿衂郡，新禄社也同步改制为新禄坊。

## 地理
新禄坊全境为後江上的一座沙洲，其由湄公河流域中上游而来的泥沙堆积而成，距离芹苴市区约40公里，沙洲西隅隔河与禿衂郡主体相望，亦邻近安江省，东隅与同塔省來𡑵縣隔江相望，东南隅与乌门郡相望，因此新禄所在的沙洲也被在地民众称为“三省岛”（Cù lao ba tỉnh）。属热带季风气候，終年高溫，分为雨季和旱季两个季节，适宜种植稻米、热带水果，养殖水产。受到气候变化、過度採集河床砂石等影响，新禄岛也出现了河岸侵蚀和河岸坍塌的现象。
2025年，禿衂郡撤销，新禄坊转由芹苴市人民委员会直辖。

## 社会
新禄岛甫开发时，当地居民多以捕捞螺蚌为生，进入20世纪70年代後，新禄岛转而大力发展甘蔗种植业及手工制糖产业，岛上一度有近250家糖厂和150家蜜酒厂，音乐家范宣还以此为灵感创作了歌曲《我们的祖国有一个甜蜜岛》（Quê ta có hòn đảo ngọt），而新禄便因此被越南人称为“甜蜜岛”（Hòn đảo ngọt）。但在1980年代后半期，越南政府实施革新开放政策，机械制糖业逐渐替代手工作坊，新禄的制糖业也因此式微，此后，中華民國政府则实施南向政策，开放越南籍劳工来臺工作，当地不少女性也因此嫁入臺灣，新禄岛也因当地人与臺灣的跨国婚姻被当地人称为“越南的臺灣岛”，但也有不少臺越混血儿因为家庭经济状况被送回当地，其中还有人因为他们的中華民國國民身份而不能入籍越南或进入当地的学校学习。
新禄坊现在主要的经济产业为旅游业、渔业及水果种植业，芹苴政府亦将其定义为生态旅游区。岛上联外交通不便，并无連結後江对岸的桥梁，对外交通须仰赖渡轮。